# Sztanyiszlav Valerjevics Szuhina
Sztanyiszlav Valerjevics Szuhina (oroszul  Станислав Валерьевич Сухина) (Cserkaszi, Ukrán SZSZK, 1968. augusztus 16.–) orosz nemzetközi labdarúgó-játékvezető.

## Pályafutása

### Labdarúgóként
Játékosként alacsonyabb osztályokban, az FC Avangard Kolomnában 1989-ben, az FC Szaturn Ramenszkoje együttesben 1990-ben és az FC Gigant Voszkreszenszkben játszott 1994-ben.

### Labdarúgó-játékvezetőként

#### Nemzeti játékvezetés
A játékvezetésből 1995-ben vizsgázott, 1996-ban asszisztens és bíró; 1997-ben az orsz II. osztály; 1998-tól a First Division asszisztense; 1999-től játékvezető; 2001-től a Premier Division játékvezetője. A nemzeti játékvezetéstől 2012-ben vonult vissza. Első ligás mérkőzéseinek száma: 171.

#### Nemzetközi játékvezetés
Az Orosz labdarúgó-szövetség Játékvezető Bizottsága (JB) terjesztette fel nemzetközi játékvezetőnek, a Nemzetközi Labdarúgó-szövetség (FIFA) 2003-tól tartotta nyilván bírói keretében. 2008-tól a FIFA JB a 2. kategóriába sorolta. Több nemzetek közötti válogatott és klubmérkőzést vezetett, vagy működő társának 4. bíróként segített. Az orosz nemzetközi játékvezetők rangsorában, a világbajnokság-Európa-bajnokság sorrendjében többedmagával a 19. helyet foglalja el 2 találkozó szolgálatával. Az aktív nemzetközi játékvezetéstől 2012-ben búcsúzott. Válogatott mérkőzéseinek száma: 6.

##### Világbajnokság
A világbajnoki döntőhöz vezető úton Dél-Afrikába a XIX., a 2010-es labdarúgó-világbajnokságra a FIFA JB bíróként alkalmazta.

###### Selejtező mérkőzés
| Időpont          | Helyszín             | Mérkőzés típusa           | Mérkőzés           | Eredmény | Nézők száma |
| ---------------- | -------------------- | ------------------------- | ------------------ | -------- | ----------- |
| 2009. április 1. | Népstadion, Budapest | előselejtező (1. csoport) | Magyarország–Málta | 3 – 0    | 34 400      |

##### Európa-bajnokság
Az európai labdarúgó torna döntőjéhez vezető úton Ukrajnába és Lengyelországba a XIV., a 2012-es labdarúgó-Európa-bajnokságra az UEFA JB játékvezetőként foglalkoztatta.

###### Selejtező mérkőzés
| Időpont           | Helyszín                 | Mérkőzés típusa           | Mérkőzés                 | Eredmény | Nézők száma |
| ----------------- | ------------------------ | ------------------------- | ------------------------ | -------- | ----------- |
| 2010. október 12. | Rheinpark Stadion, Vaduz | előselejtező (I. csoport) | Liechtenstein–Csehország | 0 – 2    | 2550        |

##### Nemzetközi kupamérkőzések

###### UEFA-bajnokok ligája
| Időpont          | Helyszín                      | Mérkőzés típusa       | Mérkőzés                | Eredmény |
| ---------------- | ----------------------------- | --------------------- | ----------------------- | -------- |
| 2009. július 22. | Fredriksskans Stadion, Kalmar | előselejtező (2. kör) | Kalmar FF–Debreceni VSC | 3 – 1    |

###### Európa-liga
| Időpont            | Helyszín                    | Mérkőzés típusa | Mérkőzés                   | Eredmény |
| ------------------ | --------------------------- | --------------- | -------------------------- | -------- |
| 2010. december 16. | Nagyerdei stadion, Debrecen | csoportmérkőzés | Debreceni VSC–UC Sampdoria | 2 – 0    |

## Szakmai sikerek
2009-ben az Orosz Labdarúgó-szövetség JB az Év játékvezetője díjjal jutalmazta.